# Antonio Pigafetta
Antonio Pigafetta (ngày sinh không rõ, khoảng năm giữa 1480 và 1491, có lẽ ở Vicenza - ngày mất không rõ khoảng năm 1531) là một học giả Venezia và nhà thám hiểm từ Cộng hòa Venice. Ông đi với nhà thám hiểm người Bồ Đào Nha Ferdinand Magellan và đoàn thám hiểm của ông theo lệnh của vua Carlos I của Tây Ban Nha trong chuyến đi của họ đến Đông Ấn để tìm kiếm các loại gia vị. Trong chuyến thám hiểm, ông làm trợ lý của Magellan và giữ một cuốn sách chính xác mà sau này giúp ông trong việc phiên dịch tiếng Cebuano. Đây là tài liệu ghi nhận đầu tiên liên quan đến ngôn ngữ này.
Pigafetta là một trong 18 người trở về Tây Ban Nha vào năm 1522, trong số khoảng 240 người xuất phát ba năm trước đó. Các chuyến đi hoàn thành hành trình vòng quanh đầu tiên của thế giới; Juan Sebastián Elcano từng là đội trưởng sau khi cái chết của Magellan. Cuốn sách của Pigafetta là nguồn cho phần lớn những gì chúng ta biết về Magellan và Elcano của chuyến đi. 
Một tàu chiến của Hải quân Ý, một tàu khu trục của lớp Navigatori, được đặt theo tên ông vào năm 1931.